# Transfecció
La transfecció és el procés d'introducció deliberada d'àcids nucleics nus o purificats a les cèl·lules eucariotes. També pot referir-se a altres mètodes i tipus de cèl·lules, encara que sovint es prefereixen altres termes: així "transformació" s'utilitza normalment per descriure la transferència d'ADN no víric a bacteris o a cèl·lules eucariotes no animals, incloses les cèl·lules vegetals. En cèl·lules animals, la transfecció és el terme preferit, ja que també s'utilitza transformació per referir-se a la progressió cap a un estat cancerós (carcinogènesi) en aquestes cèl·lules. La transducció s'utilitza sovint per descriure la transferència de gens mediada per virus a cèl·lules eucariotes.
La paraula transfecció és una combinació de trans- i infecció. Es pot transfectar material genètic (com ara construccions d'ADN plasmídic superenrollat o ARNip), però també proteïnes com anticossos.
La transfecció de cèl·lules animals sol implicar:
1. l'obertura de porus o "forats" (electroporació) transitoris a la membrana cel·lular per permetre la captació de material. o
2. barrejar un lípid catiònic amb el material per produir liposomes que es fusionin amb la membrana cel·lular i dipositin la seva càrrega al seu interior.